# Élections générales néo-brunswickoises de 1944

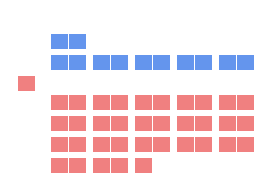
Répartition des sièges de l'Assemblée législative du Nouveau-Brunswick avec le parti libéral identifié en rouge et le parti conservateur identifié en bleu.

 (mars 2025).
Si vous disposez d'ouvrages ou d'articles de référence ou si vous connaissez des sites web de qualité traitant du thème abordé ici, merci de compléter l'article en donnant les références utiles à sa vérifiabilité et en les liant à la section « Notes et références ».
L'élection générale néo-brunswickoise de 1944, aussi appelée la 40e élection générale, a lieu le 28 août 1944 afin d'élire les membres de la 40e législature de l'Assemblée législative du Nouveau-Brunswick, au Canada.
Le Parti libéral remporte une majorité de 36 sièges tandis que l'opposition officielle est formée par le Parti conservateur, avec 12 sièges. La Fédération coopérative du Commonwealth, aujourd'hui appelé le Nouveau Parti démocratique du Nouveau-Brunswick, reçoit le plus grand pourcentage de vote de son histoire, avec 11,7 % des voix, sans toutefois faire élire de députés.